# The Zombies
The Zombies är en brittisk popgrupp bildad 1961/1962 i St Albans i England av Rod Argent (keyboard), Colin Blunstone (sång), Chris White (basgitarr), Paul Atkinson (gitarr) och Hugh Grundy (trummor). De hade sin storhetstid under mitten av 1960-talet med låtar som "She's Not There" och "Tell Her No", och fick en sista hit 1969 med "Time of the Season".
De fick skivkontrakt på skivbolaget Decca efter att ha vunnit en popgruppstävling i tidningen London Evening News. "She's Not There" som var gruppens debutsingel blev deras största framgång med en tolfte plats på Englandslistan och tvåa på Billboard-listan i USA. År 1965 följde gruppens nästa amerikanska hitsingel, "Tell Her No" vilken dock inte blev någon framgång i Europa. Även nästa singel "She's Coming Home" blev en hyfsad framgång i USA, men efterföljande singlar 1966 som "Just Out of Reach", "Indication" och "Gotta Get a Hold of Myself" floppade. En amerikansk popgrupp, People! fick dock en hitsingel 1968 med låten "I Love You" som 1965 i skymundan getts ut som singel av The Zombies. Den enda svenska hitsingeln blev "Is This the Dream" som gick upp på tredje plats på Tio i topp i februari 1966. Låten fick dock ingen listplacering vare sig i USA eller Storbritannien.
Gruppen fick nytt skivkontrakt på CBS Records och började 1967 spela in sitt andra genomarbetade studioalbum. Odessey and Oracle som det kom att heta lanserades 1968, och bestod av tolv låtar från gruppens huvudsakliga låtskrivare, Rod Argent och Chris White. Det anses numera vara en av de bästa från sin tidsperiod och rankas som nummer 100 på tidningen Rolling Stones lista över de 500 bästa albumen genom tiderna. Skivan blev dock ingen försäljningsframgång, trots att en av låtarna, "Time of the Season" sent omsider blev en amerikansk hitsingel i mars 1969. Gruppen som nu var upplöst ville inte återförenas igen för att framföra låten vilket ledde till att några andra helt orelaterade grupper utnyttjade situationen och uppträdde som The Zombies.
Rod Argent bildade sedan Argent och Blunstone fortsatte som soloartist på 1970-talet. År 1991 skedde en första återförening av gruppen med Blunstone, White och Grundy plus nye gitarristen Sebastan Santa Maria. De släppte ett nytt album, New World, men sedan var det tyst igen fram till 1997 då hela originalupplagan av gruppen kort återförenades för att framföra "She's Not There" och "Time of the Season" som marknadsföring av en cd-box med gruppens samlade material. 
Sedan 2001 har Blunstone och Argent uppträtt som The Zombies med nya musiker vid olika tillfällen och släppt nya album 2004 (As Far As I Can See...), 2011 (Breathe Out, Breathe In) och 2015 (Still Got That Hunger). 
Gitarristen Paul Atkinson avled 2004.

## Diskografi
Album
- 1965 – Begin Here
- 1966 – I Love You (endast utgiven i södra Europa)
- 1968 – Odessey and Oracle
- 1991 – New World
- 2000 – R.I.P. (inspelat 1968)
- 2001 – Out of the Shadows (Colin Blunstone & Rod Argent)
- 2004 – As Far As I Can See...
- 2011 – Breathe Out, Breathe In
- 2015 – Still Got That Hunger
- 2023 – Different Game

EP
- 1964 – The Zombies

Soundtrack
- 1965 – Bunny Lake är försvunnen